# Sonos
Sonos — американский разработчик и производитель аудиопродукции, наиболее известный своими мультирумными аудиопродуктами. Компания была основана в 2002 году Джоном Макфарлейном, Крейгом Шелбурном, Томом Калленом и Трунг Май. В настоящее время ею управляет Патрик Спенс.
Sonos сотрудничает с более чем 100 компаниями, предлагающими музыкальные услуги, включая такие компании, как Pandora , iHeartRadio, Spotify, MOG , QQ Music, Amazon Music и Яндекс.Музыка. Продукты Sonos работают с тремя основными виртуальными помощниками с функцией распознавания речи: Amazon Alexa, Google Assistant и Apple Siri, хотя последний в настоящее время поддерживается только через приложение Apple Home. В 2019 году Sonos приобрела Snips SAS, голосовую платформу AI для подключённых устройств, ориентированную на конфиденциальность, с целью предоставить своим устройствам помощника для работы с музыкой.

## Серия продукции
В настоящее время компания предлагает восемь активных динамиков: пять интеллектуальных динамиков (Move, Roam, One, One SL и Play:5), две звуковые панели (ARC и BEAM), телевизионную звуковую систему (PLAYBASE) и сабвуфер (Sub). Также компания предлагает AMP для управления парами динамиков без питания и PORT для подключения системы Sonos к обычному аудиооборудованию, например, усилителям и CD-плеерам.
В 2019 году в серию продукции компания добавила свой первый портативный динамик с питанием от аккумулятора (Move), а в 2020 году обновила свою программную платформу до системы S2, которая совместима только с новыми динамиками.

## История
Корпоративная, финансовая и маркетинговая история
Компания была основана в августе 2002 года Джоном Макфарлейном, Крейгом Шелбурном, Томом Калленом и Трунг Май по инициативе Джона Макфарлейна для созданию беспроводных услуг.
В 2004 году Макфарлейн представил прототипы первых продуктов Sonos на нескольких отраслевых мероприятиях, включая июньскую конференцию 2004 года «D2: All Things Digital», которая проводилась в Карлсбаде, штат Калифорния (где Стив Джобс сказал Макфарлейну о том, что колесо прокрутки контроллера Sonos может нарушить патенты Apple, связанные с iPod), и в декабре 2004 года на Digital Music Summit.
В мае 2005 года Sonos объявила, что её первая серия продукции поступит в продажу в Соединённом Королевстве в следующем месяце. Компания продолжила расширять свои международные продажи, например, в Японии в 2018 году.
В мае 2012 года Sonos открыла Sonos Studio в Лос-Анджелесе — студию и художественную галерею, в которой бесплатно выставлялись произведения искусства вместе с продуктами Sonos, а также проводились мероприятия с участием таких художников, как Бек, The Lonely Island и Solange, а также было выпущено видео о развитии компании. Локация в Лос-Анджелесе была закрыта в 2018 году; лондонское отделение остаётся открытым.
По оценкам в декабре 2013 года компания привлекла 118 миллионов долларов венчурного финансирования, включая тур переговоров на 25 миллионов долларов; среди её инвесторов были фонд Kohlberg Kravis Roberts, венчурная компания Redpoint Ventures и частная инвестиционная компания Elevation Partners.
В январе 2015 года компания Bruce Mau Design провела ребрендинг Sonos с новой визуальной идентичностью и улучшенным логотипом, который создавался в течение четырёх лет, с 2011 по 2014 год. Были и другие обновления бренда, в том числе в 2019 году.
В феврале 2016 года Sonos также опубликовала исследование под названием Music Makes it Home Study.
В марте 2016 года генеральный директор Джон Макфарлейн объявил о переходе компании на потоковые музыкальные сервисы и голосовое управление вместо локального воспроизведения. Так же в это время он временно уволил некоторых сотрудников.
В июле 2016 года компания открыла свой первый магазин Sonos в Сохо.
В сентябре 2016 года компания объявила, что её продукты будут доступны в Apple Store.
В январе 2017 года Макфарлейн объявил в блоге компании, что он уйдёт с поста генерального директора и его место займет главный операционный директор Патрик Спенс.
В декабре 2017 года IKEA и Sonos объявили о сотрудничестве по встраиванию технологий Sonos в мебель, продаваемую IKEA.
В августе 2018 года Sonos стала публичной компанией, торгуясь на NASDAQ под символом SONO.
В ноябре 2019 года Sonos приобретает Snips SAS, голосовую платформу AI для подключённых устройств, ориентированную на конфиденциальность, с целью предоставить своим устройствам помощника по работе с музыкой.
В апреле 2020 года Sonos представила новый звуковой логотип, созданный Филипом Глассом, с участием ансамбля из 21 музыканта. Логотип будет слышен во время прослушивания Sonos Radio, службы потокового Интернет-радио, которую компания представила в том же месяце.
В июне 2020 года Sonos объявила о планах сократить 12 % своего персонала, закрыть магазин в Нью-Йорке и шесть офисов, а также сократить зарплату топ-менеджеров на 20 % на срок от трёх до шести месяцев в ответ на экономические потрясения, вызванные пандемией COVID.
История продукции:
Sonos анонсировала следующие продукты (за исключением нескольких более мелких или менее важных):
- Июнь 2004 г. — Sonos анонсировала свои первые продукты — цифровую музыкальную систему, состоящую из двух компонентов, ZonePlayer и Controller (позже переименованные в ZP100 и CR100 соответственно). Ожидалось, что они будут доступны осенью 2004 году[22]. Продукты были представлены на выставке бытовой электроники Consumer Electronics Show в январе 2005 года[23]. Первая продукция была отгружена либо 27 января 2005 г., либо в марте 2005 г[24].
- Январь 2006 г. — ZonePlayer ZP80 без усилителя с аналоговыми и цифровыми входами и выходами для подключения пользовательской системы Sonos к их традиционному усилителю.
- Август 2008 г. — ZonePlayer120 (ZP120, позже — CONNECT: AMP), заменяющий ZP100, и ZonePlayer90 (ZP90, позже — CONNECT), заменяющий ZP80.
- Октябрь 2008 г. — бесплатное приложение Controller для iPhone и iPod Touch, уменьшающее потребность в отдельных контроллерах Sonos. Позднее были выпущены приложения-контроллеры для других устройств IOS и Android.
- Июль 2009 г. — CR200, второй портативный контроллер, заменяющий CR100, с сенсорным экраном вместо колёса прокрутки CR100. Продажи CR200 были прекращены в 2012 году. Существующие контроллеры CR200 продолжают работать, однако есть сообщения о сбоях сенсорного экрана, которые невозможно исправить.
- Ноябрь 2009 г. — ZonePlayer S5 (позже PLAY:5), первый независимый усилитель, подключённый к Sonos.
- Июль 2011 г. — PLAY:3, вторая акустическая система со встроенным усилителем меньшего размера в линейке умных колонок Play.
- Май 2012 — беспроводной сабвуфер SUB.
- Февраль 2013 — колонка с саундбаром PLAYBAR.
- Октябрь 2013 г. — PLAY:1 — третья, компактная, умная колонка.
- Февраль 2015 — Sonos анонсировала ограниченный выпуск колонки Blue Note PLAY:1, созданной в сотрудничестве с Blue Note Records, которая поступила в продажу в марте. Были и другие похожие релизы Sonos, доступные в течение ограниченного времени, такие как Beastie Boys PLAY:5 и серия Sonos Ones в пяти новых цветах, разработанных датской дизайнерской фирмой HAY.
- Сентябрь 2015 г. — анонсирована новая (2-е поколение) колонка Play:5|PLAY:5, а предварительные заказы начались в октябре.
- Март 2017 — PLAYBASE — звуковая база под телевизор.
- Октябрь 2017 — SONOS ONE — небольшая подключаемая колонка с голосовым управлением. Ключевой особенностью систем для всего дома, начиная с 2017 года, стало внедрение Amazon Alexa в качестве стороннего голосового контроллера[25].
- Апрель 2018 — производство колонок PLAY:3 прекращено с 31 июля.
- Июнь 2018 — анонсирована Sonos Beam — звуковая панель с голосовым управлением.
- Август 2018 — представлена обновлённая версия усилителя Sonos Amp с запланированным ограниченным выпуском в декабре.
- Март 2019 — была выпущена колонка Sonos One второго поколения с возможностью подключения по Bluetooth LE, более быстрым процессором и большим объёмом памяти.
- Август 2019 — в сети IKEA стали доступны первые два продукта, созданные в результате сотрудничества компаний IKEA и Sonos, под названием SYMFONISK — небольшая полочная колонка и комбинированная настольная лампа/колонка.
- Сентябрь 2019 — представлена первая колонка Sonos с батарейным питанием под названием Move. Колонка портативна и имеет степень защиты IP56, что делает её устойчивой к влажности, жаре и холоду. В ней используется внутренняя зарядная база и претендует на работу до 10 часов при полной зарядке. Sonos также анонсировала акустическую систему One SL — версию One без голосового управления, заменяющую Play:1, и Port, обновлённую версию Connect, чтобы добавить функциональность Sonos в существующую проводную стереосистему.
- Март 2021 г. — представлена самая маленькая колонка Sonos с батарейным питанием под названием Roam. Колонка — это уменьшенная версия Move, обладающая такими функциями, как портативность, степень защиты IP56 и долговечность. В коробке находится только Roam и USB-кабель для зарядки, который претендует на работу до 10 часов при полной зарядке. Доступны базы для зарядки, аналогичные Move, но продающиеся отдельно.

| Модель | Номер модели | Начало продаж     | Снято с производства | Заменяет            | Стартовая цена | S2 Совместимо  | Партнер |
| --- | ------------ | ----------------- | -------------------- | ------------------- | -------------- | -------------- | ------- |
| ZonePlayer | ZP100        | январь 27, 2005   | 2008                 |                     | $499           | нет            |         |
| Loudspeaker | SP100        | март 2005         | ( )                  |                     | $179 / pair    | нет            |         |
| Charging Cradle | CC100        | октябрь 2005      | 2009                 |                     | $39.99         | N/A            |         |
| Controller | CR100        | январь 27, 2005   | 2009                 |                     | $399           | нет            |         |
| ZonePlayer80 | ZP80         | январь 2006       | 2008                 |                     | $349           | нет            |         |
| Connect (Gen 1) | ZP90         | октябрь 2008      | ( )                  | ZonePlayer80        | $349           | нет            |         |
| Connect:Amp (Gen 1) | ZP120        | октябрь 2008      | ( )                  | ZP100               | $499           | нет            |         |
| Controller | CR200        | июль 2009         | 2012                 | Controller (CR100)  | $399           | нет            |         |
| Play:5 (Gen 1) |              | ноябрь 2009       | ноябрь 20, 2015      |                     | $499           | нет            |         |
| Wireless Dock | WD100        | 2010              | ( )                  |                     | $119           | N/A            |         |
| Bridge |              | ( )               | ( )                  |                     | $49            | нет            |         |
| Boost |              | ( )               | ( )                  |                     | $99            | да             |         |
| Play:3 |              | июль 20, 2011     | июль 31, 2018        |                     | $299           | да             |         |
| Sub (Gen 1) |              | июнь 19, 2012     |                      |                     | $699           | да             |         |
| Sub (Gen 2) |              |                   | июнь 8, 2020         | Sub (Gen 1)         | $699           | да             |         |
| Playbar |              | февраль 12, 2013  | июнь 8, 2020         |                     | $699           | да             |         |
| Connect (Gen 2) |              | март 2015         | ( )                  | ZonePlayer90        | $349           | да             |         |
| Connect:Amp (Gen 2) |              | март 2015         | ( )                  | ZonePlayer120       | $499           | да             |         |
| Play:1 |              | октябрь 14, 2013  | октябрь 24, 2017     |                     | $199           | да             |         |
| Play:5 (Gen 2) |              | ноябрь 20, 2015   | июнь 8, 2020         | ZonePlayer S5       | $499           | да             |         |
| Playbase |              | апрель 4, 2017    | август 6, 2020       |                     | $699           | да             |         |
| One (Gen 1) |              | октябрь 24, 2017  | ( )                  | Play:1              | $199           | да             |         |
| Beam |              | июль 17, 2018     | ( )                  |                     | $399           | да             |         |
| One (Gen 2) |              | март 2019         | ( )                  | One (Gen 1)         | $199           | да             |         |
| Amp |              | февраль 5, 2019   | ( )                  | Connect:Amp (Gen 2) | $599           | да             |         |
| In-Ceiling |              | февраль 26, 2019  | ( )                  |                     | $599 / пара    | N/A            | Sonance |
| In-Wall |              | февраль 26, 2019  | ( )                  |                     | $599 / пара    | N/A            | Sonance |
| Outdoor |              | февраль 26, 2019  | ( )                  |                     | $799 / пара    | N/A            | Sonance |
| SYMFONISK (Bookshelf) | 004.646.17   | август 1, 2019    | ( )                  |                     | $99            | да             | IKEA    |
| SYMFONISK (Table lamp) | 003.575.61   | август 1, 2019    | ( )                  |                     | $179           | да             | IKEA    |
| One SL |              | сентябрь 12, 2019 | ( )                  | Play:1              | $179           | да             |         |
| Port |              | сентябрь 12, 2019 | ( )                  | Connect (Gen 2)     | $399           | да             |         |
| Move |              | сентябрь 24, 2019 | ( )                  |                     | $399           | да             |         |
| Arc |              | июнь 8, 2020      | ( )                  | Playbar/Playbase    | $799           | да (требуется) |         |
| Sub (Gen 3) |              | июнь 8, 2020      | ( )                  | Sub (Gen 2)         | $699           | да (требуется) |         |
| Five |              | июнь 8, 2020      | ( )                  | Play:5 (Gen 2)      | $499           | да (требуется) |         |
| Roam |              | март 9, 2021      |                      |                     | $169           | да (требуется) |         |
| SYMFONISK (Picture frame) | 504.873.29   | июль 15, 2021     |                      |                     | $199           | да             | IKEA    |
| \| Снято с производства, не поддерживается \| \| Снято с производства, еще поддерживается \| \| Продается и поддерживается \| \| Ожидается начала продаж \| |              |                   |                      |                     |                |                |         |
| Снято с производства, не поддерживается |              |                   |                      |                     |                |                |         |
| Снято с производства, еще поддерживается |              |                   |                      |                     |                |                |         |
| Продается и поддерживается |              |                   |                      |                     |                |                |         |
| Ожидается начала продаж |              |                   |                      |                     |                |                |         |

История поддерживаемых сторонних сервисов
В апреле 2005 года Sonos объявила, что её продукты могут воспроизводить музыку из Rhapsody — первого из многих музыкальных сервисов, которые будут поддерживать её продукты. Начиная с сентября 2006 года, Sonos поддерживает Rhapsody с помощью собственного контроллера без использования ПК. Впоследствии добавленные услуги включают:
- Sirius XM (февраль 2011 года)
- MOG (май 2011 года)
- Spotify (июль 2011 года)
- QQ Music, при сотрудничестве с Tencent (май 2012 года)
- Amazon Cloud Player (август 2012 года)
- Amazon Music (октябрь 2015 года)
- Apple Music (февраль 2016 года)
- Яндекс.Музыка (февраль 2021 года)

Устройства Sonos поддерживаются виртуальными ассистентами Amazon Alexa и Google Assistant. Apple Siri поддерживается только через приложение Apple Home.
Технические детали и изменения
Несколько устройств Sonos в одном доме подключаются друг к другу по беспроводной сети, через проводную сеть Ethernet или их комбинацию. Система Sonos создаёт проприетарную одноранговую ячеистую сеть с шифрованием AES, известную как SonosNet. Это позволяет каждому устройству воспроизводить любой выбранный вход и, при желании, передавать его как синхронизированное аудио с одной или несколькими другими выбранными зонами. Первые версии SonosNet требовали, чтобы один ZonePlayer или ZoneBridge был подключён к сети для доступа к источникам звука в LAN и Интернете или при создании настройки объёмного звучания 3.1/5.1. SonosNet 2.0 интегрировал MIMO в оборудование 802.11n, обеспечивая более надёжное соединение. Позже компания добавила поддержку подключения к существующей сети Wi-Fi для подключения к Интернету, исключив необходимость использования проводной сети. Устройства Sonos не имеют кнопок питания, и компания утверждает, что каждая колонка потребляет 4-8 Вт в режиме простоя/ожидания.
В ноябре 2015 года в обновлении программного обеспечения была выпущена функция настройки под названием Trueplay. Trueplay настраивает выходной сигнал умной колонки Sonos в соответствии с акустикой комнаты, в которой она находится. Первоначальный процесс настройки требует использования подходящего смартфона или планшета Apple.
Награды и критика
В ноябре 2004 года цифровая музыкальная система Sonos получила награду Best of Audio на конкурсе CES Innovations Design and Engineering в 2005 году.
В обзоре Macworld в феврале 2005 года первой системы Sonos были описаны её предыстория, компоненты и принцип работы.
Поддержка CR100 закончилась в 2018 году, когда Sonos разослала обновление, которое намеренно привело к прекращению работы CR100, что вызвало недовольство ряда давних клиентов Sonos. Позже Sonos урегулировала коллективный иск, связанный с её решением намеренно прекратить работу CR100.
В декабре 2019 года средства массовой информации раскритиковали Sonos за её «Режим повторного использования», который вызывает неисправность электронных устройств «кирпич», которые были зарегистрированы пользователями, участвовавшими в программе компании по обмену товара с доплатой. Клиенты, участвующие в этой программе, получают 30 % скидку на покупку нового устройства Sonos, но регистрация переводит устройство в Режим повторного использования, который запускает таймер, который через 21 день переводит устройство в неработоспособное состояние. Компания по переработке электронных отходов раскритиковала эту процедуру в Твиттере за то, что она вредна для окружающей среды, заявив, что она препятствует повторному использованию, не позволяя переработчикам перепродавать функциональные устройства Sonos. Sonos ответила, что Режим повторного использования был предназначен для того, чтобы потенциальные клиенты покупали новые модели Sonos вместо старых подержанных моделей. В марте 2020 года Sonos прекратила поддержку Режима повторного использования и больше не требует от клиентов утилизировать продукты, представленные для её программы обмена товара с доплатой.
22 января 2020 года Sonos уведомила о прекращении поддержки колонок, выпущенных до 2015 года, что означает, что они в конечном итоге потеряют функциональность, что вызвало гнев у их владельцев. Многие из этих колонок были приобретены клиентами после 2015 года, а это означает, что клиенты заплатили полную цену за оборудование, поддержка которого прекратится через два или три года. 23 января 2020 года, после широкой негативной реакции и критики этого заявления, Sonos отменила его и дала пояснения, заявив, что будет продолжать поддерживать своё старое оборудование.

## Локации
Штаб-квартира
Штаб-квартира компании находится в г. Санта-Барбара, штат Калифорния.
Магазины
Первый официальный магазин Sonos был открыт в Нью-Йорке 12 июля 2016 года. Он был закрыт в июне 2020 года. В ноябре 2017 года в Лондоне открылся магазин на Seven Dials. В апреле 2018 года магазин открылся в Берлине.
Отделения
В настоящее время компания Sonos владеет 12 независимыми отделениями. Они расположены в Австралии, Китае, Дании, Франции, Германии, Нидерландах, США, Швеции и Великобритании. По состоянию на 2017 год инженерное бюро компании находилось в г. Бостон, США.

## Комментарии
1. ↑  Originally known as ZonePlayer90
2. ↑  Originally known as ZonePlayer120
3. ↑  Originally known as ZonePlayer S5
4. ↑  Released in limited quantities